# Bronson Beatty
Bronson Beatty (Kahuku, 7 marzo 1994) è un giocatore di football americano statunitense che milita nel ruolo di safety negli Obic Seagulls.
Anche il fratello maggiore Byron gioca nei Seagulls, nel ruolo di defensive end. È nipote di Chris Naeole, che ha giocato in NFL come offensive lineman.